# Preobrażenka (rejon berezowski)
Preobrażenka (ukr. Преображенка) – wieś na Ukrainie, w obwodzie odeskim, w rejonie berezowskim, w hromadzie Stari Majaky. W 2001 liczyła 465 mieszkańców, spośród których 372 wskazało jako ojczysty język ukraiński, 37 rosyjski, 42 mołdawski, 7 bułgarski, 5 ormiański, 1 gagauski, a 1 inny.